# Torenmolen van Gronsveld
De Torenmolen van Gronsveld, gelegen aan de Rijksweg (de voormalige provinciale weg 592) in de Maastrichtse wijk Vroendaal, is een van de vier overgebleven torenmolens van Nederland. De molen, die eerder bij het dorp Gronsveld hoorde, behoort tot de 'Top 100 van de Rijksdienst voor de Monumentenzorg' uit 1990.

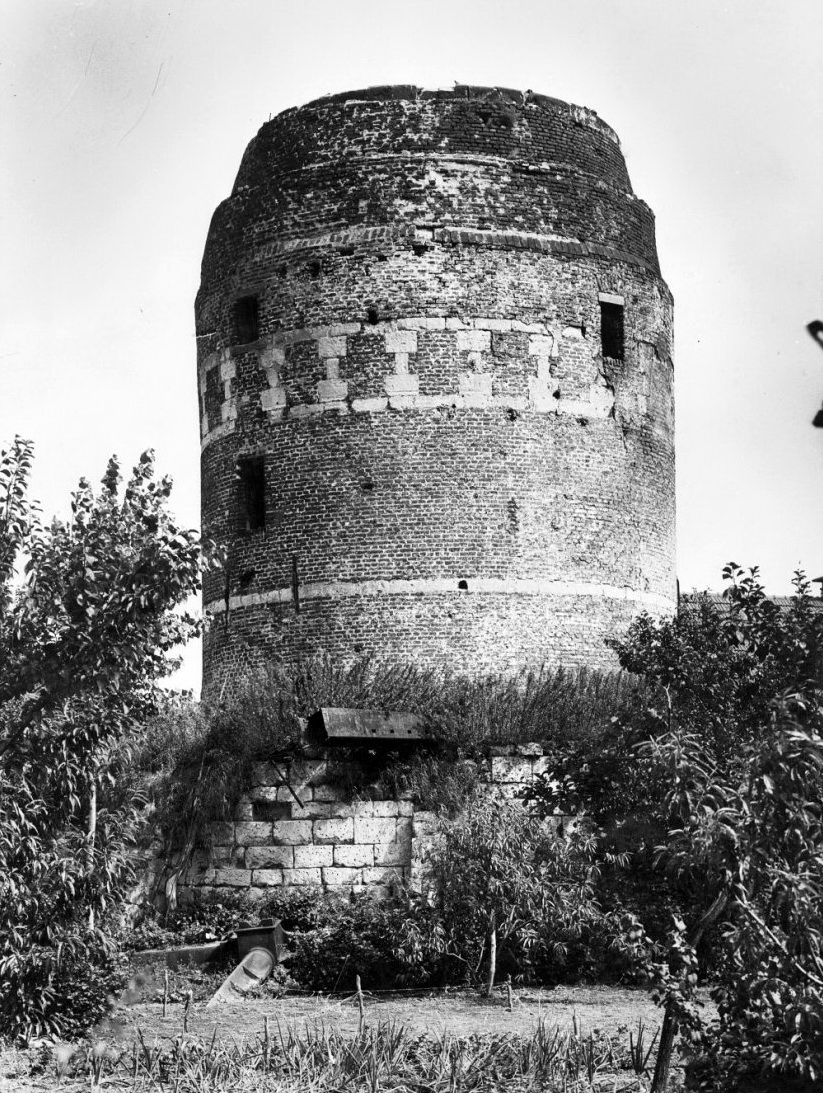
De molen in 1953

De bouw van de torenmolen duurde van 1618 tot 1623 en geschiedde in opdracht van graaf Jodokus Maximiliaan van Bronkhorst, Heer van Gronsveld. De romp werd gemetseld door meester Nicolaes Peri en het molenwerk werd geconstrueerd door molenbouwer Otten. Tot de steenzolder is de muur 190 cm dik. In de muur zitten twee trappen naar de verschillende zolders en een schacht voor het luien. De eerste zolder was opslagruimte, de tweede zolder was er voor het personeel en heeft twee openhaarden. Op de derde zolder, nu de steenzolder, zat vroeger het kruiwerk. Boven de steenzolder zit de kapzolder met de lichtboom van het maalkoppel en het steenspillager.
Torenmolens behoren tot de familie van de bovenkruiers, daar de kap onafhankelijk kan draaien van de romp. De romp van de molen is niet conisch maar verticaal gemetseld conform de verschijning van een ronde toren. Door de grotere diameter van de kap is het gewicht van het gevlucht en het aswiel beter in balans waardoor een staart overbodig is. Zij zijn aldus voorzien van een inwendig kruimechanisme bestaande uit een tandwielbaan aan de binnenzijde van de rollenbaan.
Het oorspronkelijke kruimechanisme rustte in Grondsveld op hardstenen of calcaire consoles die zich bevonden op de derde verdieping. Deze zijn na de oorlog allen aan het muurvlak afgebroken. De molenromp werd van oorsprong ook bewoond. Zo bevindt zich op de eerste verdieping een kamertje. Op de tweede verdieping, de maalzolder, waar het meel wordt opgevangen, bevinden zich twee eenvoudige haarden. Afhankelijk van de windrichting kon een van de twee haarden branden. De rook van de haarden ontsnapte via de rookkanalen aangesloten op de kortelinggaten onder de kap.
Van oorsprong was de molen een grondzeiler en dreef het aswiel het steenrondsel van het maalkoppel rechtstreeks aan. Het oude aswiel, dat in de Tweede Wereldoorlog door brand verloren ging, was voorzien van het jaartal 1766. In dat jaar werd de molen verbouwd tot een beltmolen. Dit deed men door de molenromp taps toelopend te verhogen en te voorzien van een gestroomlijnde mansardekap met staart. Het interne kruimechanisme werd ontmanteld en op de verhoging vervangen door een Engels rollenkruiwerk. Tevens kreeg de molen een koningsspil voor de aandrijving van de twee maalkoppels. Boven op het spoorwiel zit een luiring voor het luien van het graan. Rondom de romp werd de huidige molenbelt opgericht, voorzien van een mergelstenen keermuur en houten kruipalen. In deze molenbelt bevinden zich twee gevelstenen die de oprichting in de 17e eeuw en de restauratie van de molen in de jaren 50 van de 20e eeuw memoreren. De eerste gevelsteen bestond tot in de tweede helft van de negentiende eeuw uit twee stukken, waarbij de nu nog bestaande tekst bekroond werd met een wapenschild van de graaf Van Bronckhorst. Dit tweede deel met het wapenschild is echter in die periode verloren gegaan.
In 1944 werd de molen door de nabije frontlinie in brand geschoten en brandde geheel uit. In 1959 werd het moleninterieur door de molenbouwersfamilie Adriaens uit Weert herbouwd en de mansardekap gereconstrueerd. Als maalwerk werd de maalinrichting van een gesloopte windmolen in Maarheeze hergebruikt. De roeden, de lange spruit en het bovenwiel kwamen van een molen uit Horssen in Gelderland. Eind oktober 2011 zijn beide spruiten, staart en schoren door Adriaens vervangen vanwege houtrot. De nieuwe schoren zijn iets gekromd zodat er minder risico is dat ze tijdens het kruien de romp raken.
De gietijzeren bovenas is in 1859 gegoten door L.I. Enthoven & Co. te 's Hage (Den Haag) en heeft het nummer 224.
Het gevlucht bestaat uit gelaste, 24,60 meter lange roeden gemaakt in 1978 door de firma Derckx. De buitenroede heeft het nummer 263 en de binnenroede 264. In 1959 kreeg het gevlucht Van Busselneuzen met automatische remkleppen.
De molen is een buitenkruier en wordt op de wind gezet met een kruilier.
Het maalkoppel heeft 16der (140 cm doorsnede) kunststenen met een pennetjeswerk.
De molen wordt gevangen (stilgezet) met een Vlaamse vang, die bediend wordt met een vangtrommel.

## Overbrengingen
- De overbrengingsverhouding is 1 : 5,17.
- Het bovenwiel heeft 70 kammen en het bovenrondsel heeft 37 staven. De koningsspil draait hierdoor 1,89 keer sneller dan de bovenas.
- Het spoorwiel heeft 71 kammen en het steenrondsel 26 staven. Het steenrondsel draait hierdoor 2,73 keer sneller dan de koningsspil en 6,6 keer sneller dan de bovenas.

## Waterput
Voor de molen staat in het weiland een 16,30 m diepe waterput, die in 1616 werd gebouwd voor het maken van de veldbrandstenen voor de molen en drinkwater voor de molenaar en zijn gezin. In de Tweede Wereldoorlog werd de put door omwonende gedempt, nadat een aantal jongens een jerrycan met benzine in de put hadden gegoten en een brandende lont er achteraan hadden gegooid om te kijken hoe diep de waterput was. Hierbij liep een van de jongens door de steekvlam zware brandwonden op. In 1980 heeft de molenaar Jo Meessen met behulp van mensen van de Heemkunde vereniging van Gronsveld de put weer uitgediept en het huisje gebouwd.

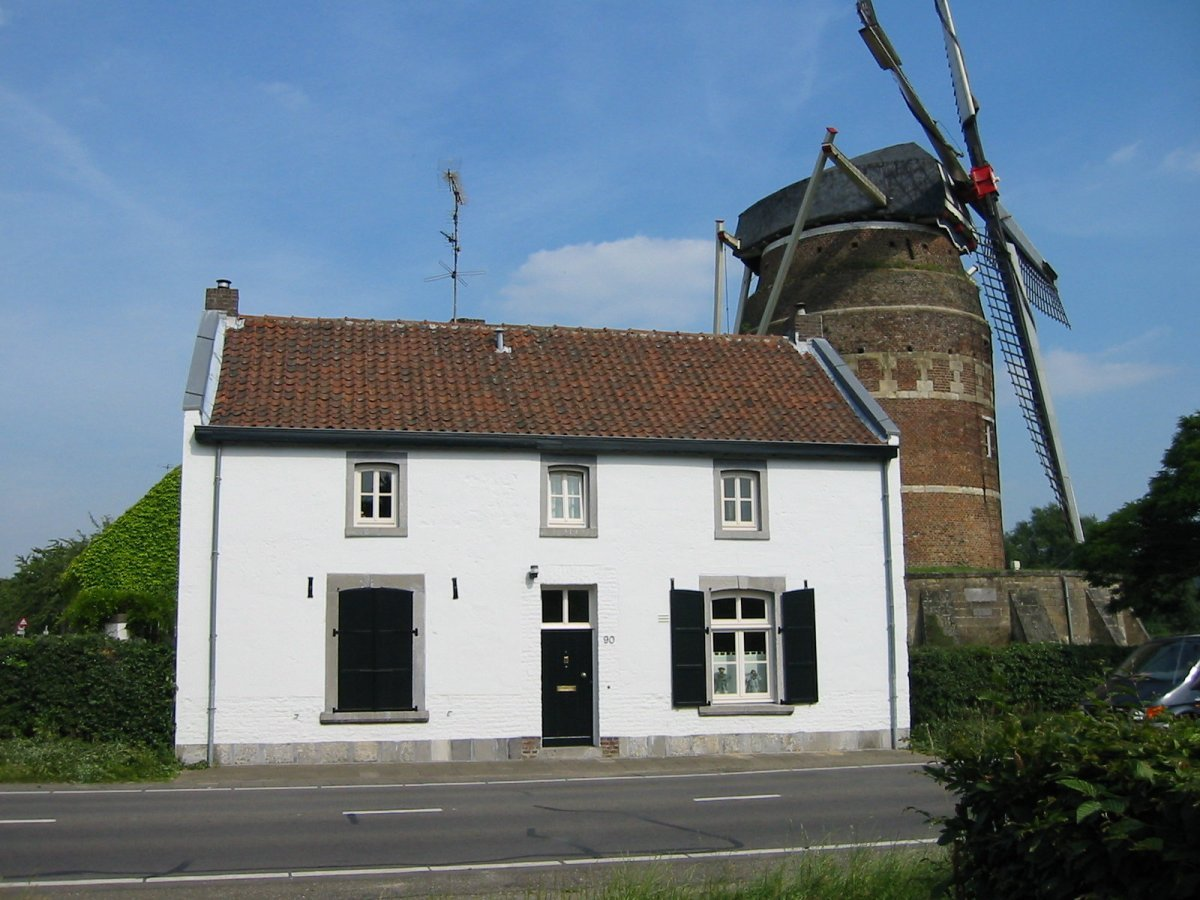
Rijksweg 90
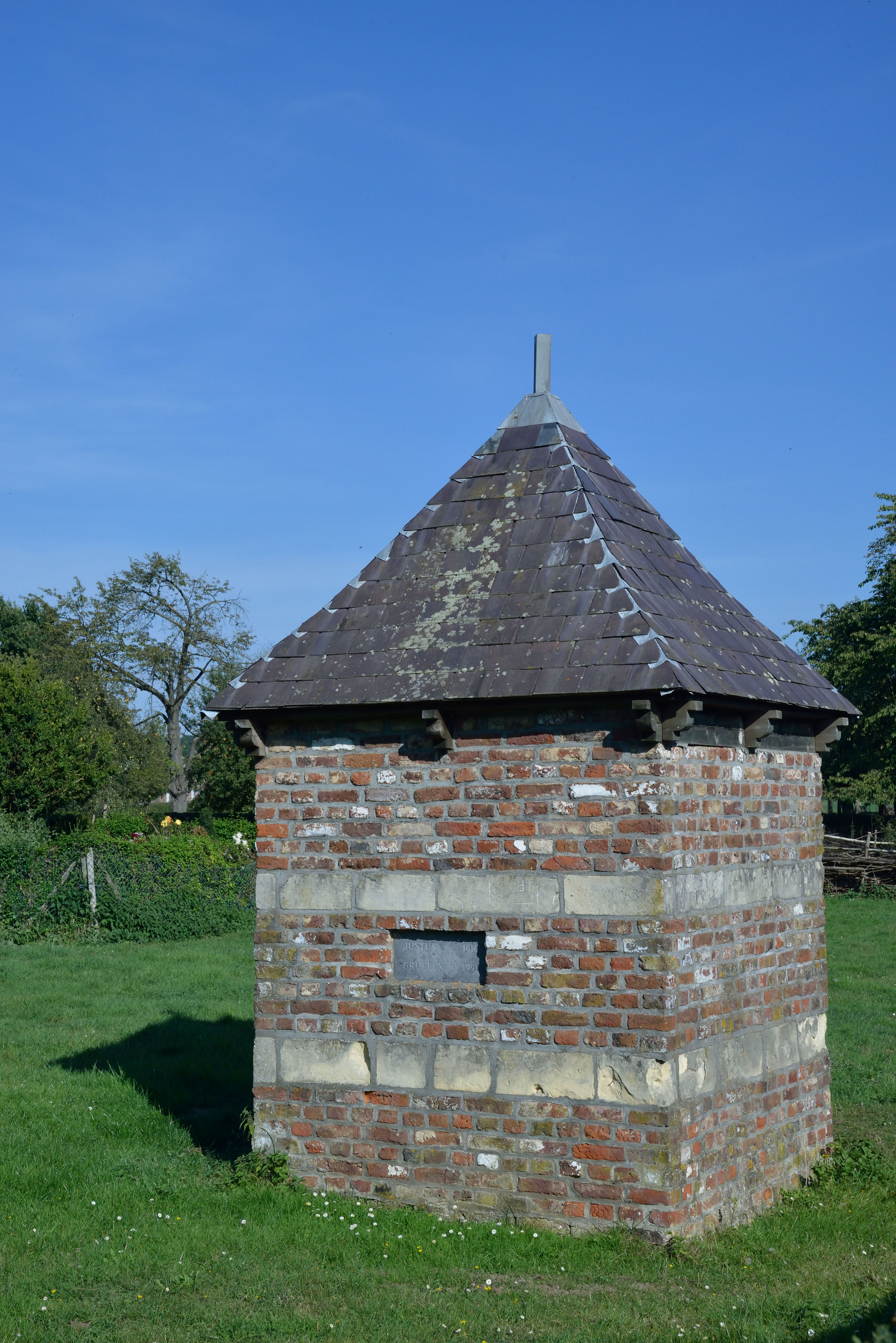
Waterput uit 1616
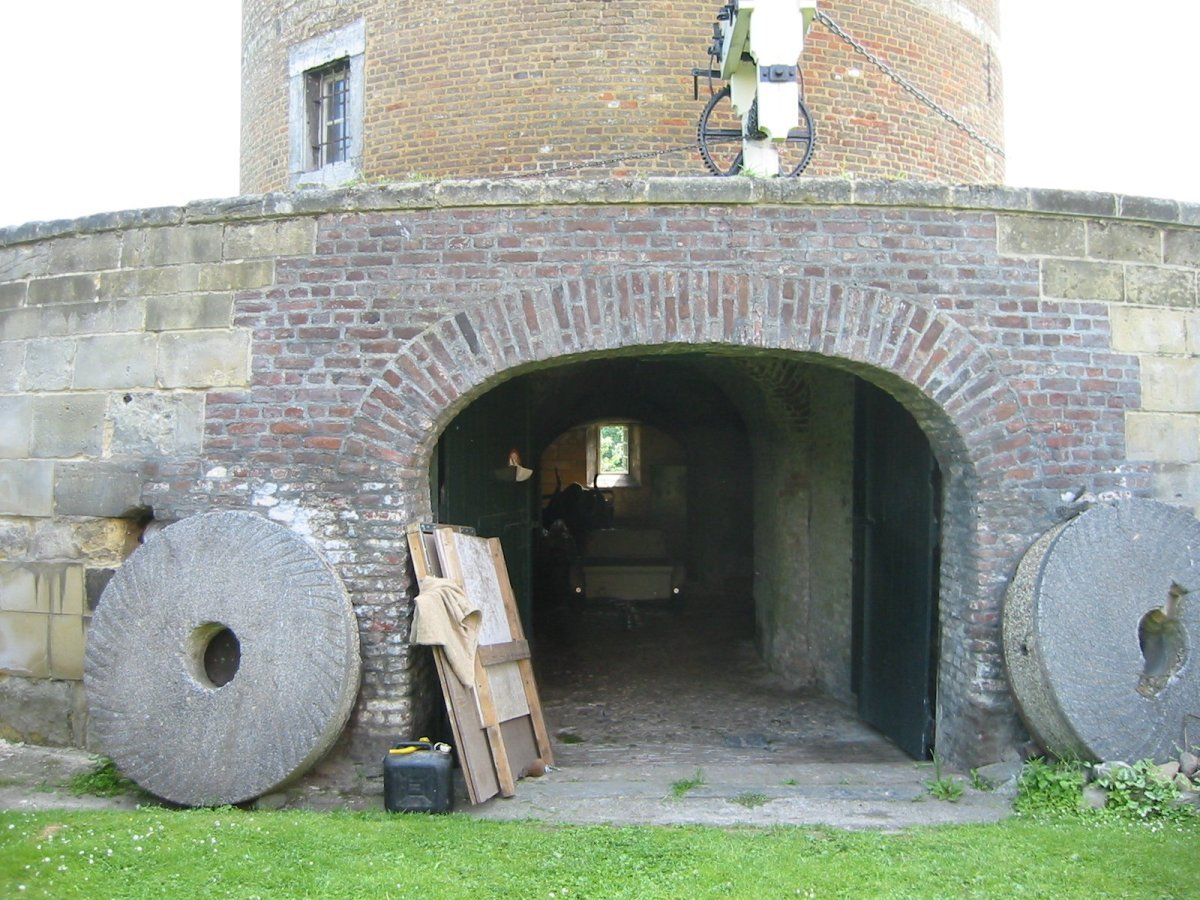
Detail exterieur (ingang) met ligger en loper
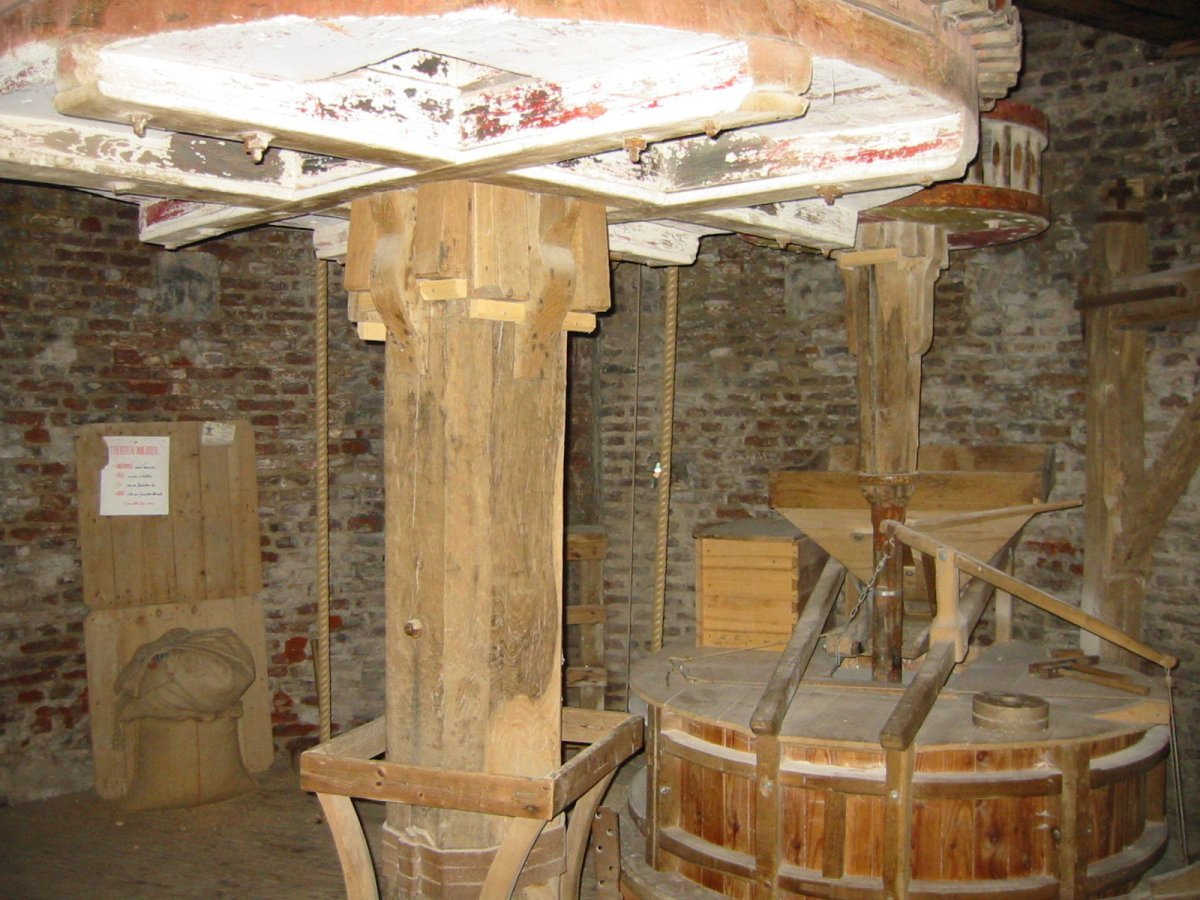
Maalkoppel met koningsspil
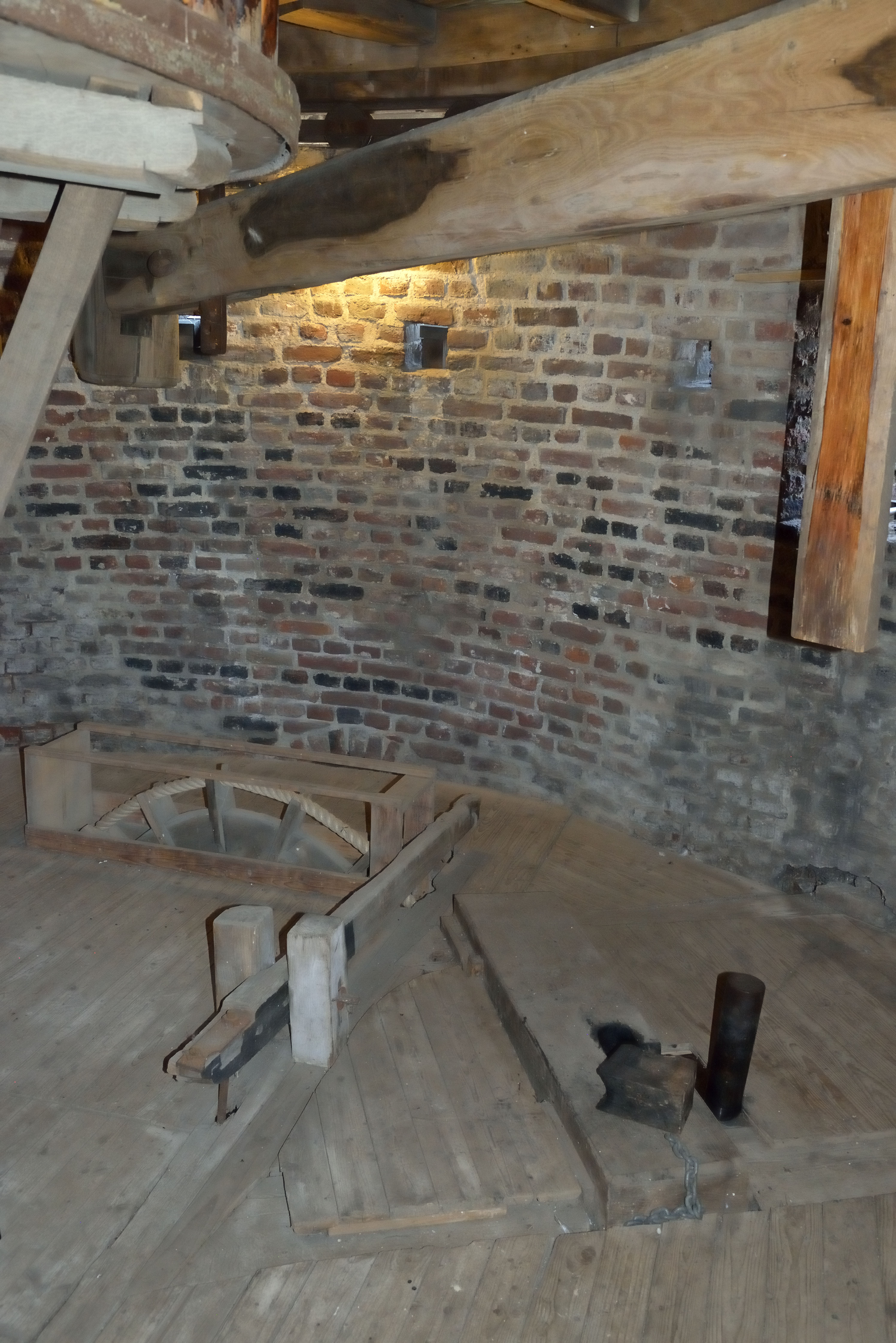
Kapzolder met lichtboom en bovenkant gaffelwiel
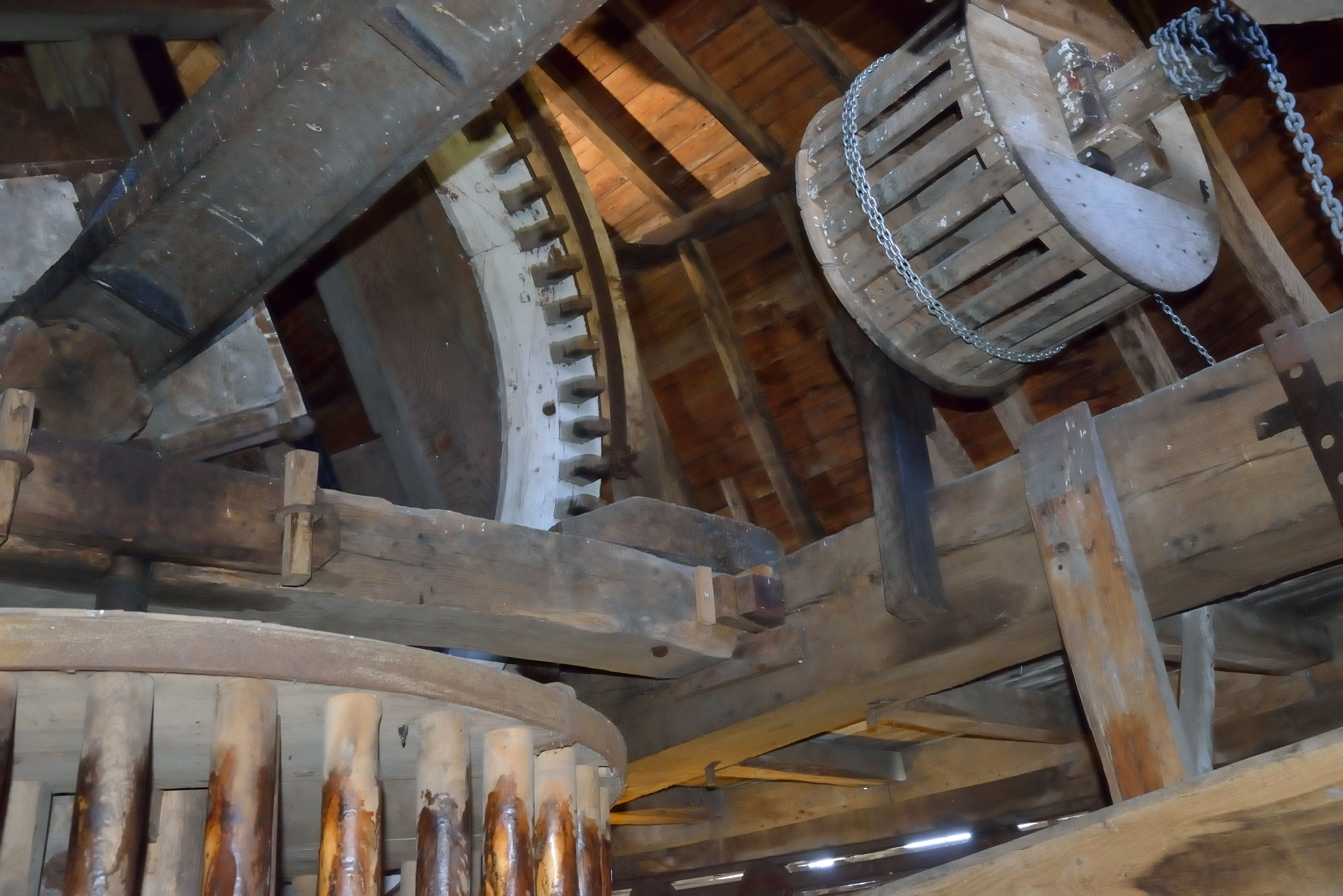
Aswiel, bovenschijfloop en vangtrommel
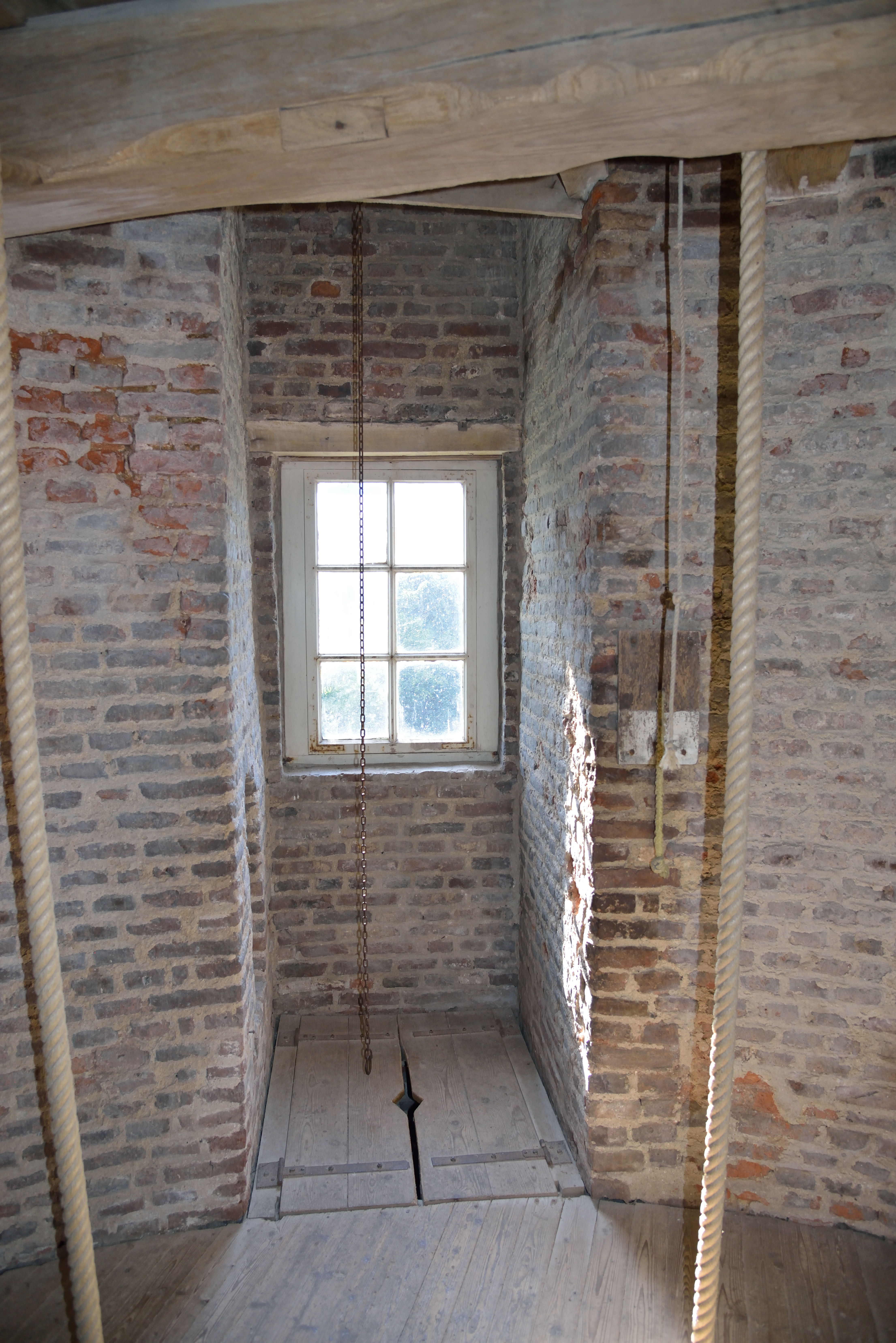
Schacht met luiwerk